# Centrale nucléaire de Trawsfynydd
La Centrale nucléaire de Trawsfynydd est située à l'ouest de l'Angleterre, face à l'Irlande, près du village de Trawsfynydd, dans le nord du Pays de Galles au nord de Dolgellau, dans le territoire du Parc National Snowdonia.

## Description
La centrale est installée au bord d'un lac artificiel initialement créé pour un barrage hydroélectrique puis pour fournir l'eau de refroidissement à la centrale nucléaire.

Les deux réacteurs sont du type Magnox de 195 MWe de puissance nominale maximale de 470 mégawatts. Les réacteurs ont été fournis par Atomic Power Construction («APC») et les turbines par Richardsons Westgarth & Company

## Historique de la centrale
Les travaux de construction de la centrale de Trawsfynydd ont débuté en juillet 1959. 
Les travaux de génie civil ont été conduits par le groupe Holland Hannen & Cubitts and Trollope & Colls.
- le premier des deux réacteurs était en exploitation 6 ans après, en mars 1965.
- Les réacteurs ont été raccordés au réseau en 1965, mais la centrale n'a été totalement fonctionnelle qu'en octobre 1968 (pour un coût de 103 millions de livres)  [1]
- Après 26 ans de production, les deux réacteurs ont été arrêtés (en 1991).
- Depuis, la centrale est en phase de démantèlement, sous la responsabilité de l'exploitant British Nuclear Group et sous le contrôle de la Nuclear Decommissioning Authority.